# John Lexington
John Lexington (anche indicato come Lexinton, Lessington o de Lexington) (... – 1257) è stato un politico inglese.
Fu un barone ed ufficiale reale dell'Inghilterra del XIII secolo.
Alcuni studiosi ritengono che sia stato Lord Cancelliere, ma altri credono che egli abbia solamente custodito i sigilli reali durante la vacanza dell'ufficio o l'assenza del Cancelliere, che si trovava all'estero. Svolse l'incarico per due periodi, il primo dal 1247 al 1248, il secondo dal 1249 al 1250.

## Biografia
Lexington apparteneva ad una famiglia importante, il cui nome derivava dal villaggio di Lexington, ora Laxton, nel Nottinghamshire.
Suo padre Richard era un giudice reale, coniugato con Mathilda de Cauz (o Calz), una vedova con possedimenti che includevano la Foresta di Sherwood.
Il suo fratello minore era Roberto di Lexinton, anch'egli giudice e ufficiale reale; un altro fratello, Enrico di Lexington, svolgeva incarichi reali prima di diventare Diacono di Lincoln e quindi Vescovo di Lincoln. Un quarto fratello, Stefano di Lexington, divenne monaco cistercense ed amministratore e, da ultimo, fu Abate dell'Abbazia di Clairvaux.
John Lexington fu inviato dal Re Enrico III ad una conferenza papale da tenersi nel 1241 e si trovò ad essere presente alla battaglia navale svoltasi nei pressi dell'Isola del Giglio, in cui le navi pisane e siciliane sconfissero la flotta genovese e parecchi prelati furono catturati; contribuì a salvare la vita di suo fratello Stefano, che era anch'egli presente.
Al suo ritorno, partecipò alla spedizione contro il gallese Dafydd ap Llywelyn e trasportò a Londra come ostaggio Gruffydd ap Llywelyn Fawr, fratellastro di Dafydd.
Nel 1242 fu nominato membro di una commissione sulla tregua che doveva correggere le violazioni alla tregua con la Francia.
Tenne l'incarico di siniscalco del Re nel 1247 e, probabilmente, anche altre volte.
Dopo il 1248, è documentato il suo servizio come giudice.
Nel 1250 ereditò la Baronia e le terre di suo fratello Roberto. Verso il 1255, svolgeva l'incarico di giudice capo delle foreste a nord del Trent e sovrintendente del Castello di Bamburgh, del Castello di Pickering e del Castello di Scarborough.
In risposta alla morte del piccolo Santo Ugo di Lincoln, imprigionò un Giudeo di nome Copin o Jopin ed ottenne una confessione in cambio della promessa di salvargli la vita (una promessa che il Re ripudiò).
Matthew Paris lo definì un uomo di peso, un uomo di studio ed un cavaliere coraggioso e compìto.
Il suo stemma era costituito da una croce azzurra posta su uno scudo argenteo.
Sposò Margaret Morlay, ma non ebbe figli.
I suoi possedimenti andarono a suo fratello Henry, Vescovo di Lincoln, e alla sua morte, avvenuta nel 1258, ai discendenti delle sue due sorelle Alice e Cecilia, rispettivamente mogli di Roland de Sutton e William Markham, poiché nessuno dei suoi fratelli lasciò eredi.